# Акимов Віктор Акимович
Віктор Акимович Акимов (Віктор Ванштейн; нар. 29 січня 1902 — пом. 1 січня 1980, Волгоград) — російський радянський театральний актор.

## Біографія
Народився 16 [29] січня 1902 року. Сценічну діяльність розпочав у 1920 році у Центральному показовому червоноармійському робочому театрі. У 1921—1924 роках займався у молодіжній студії при Харківському театрі, одночасно був актором цього театру.
У наступні роки грав у театрах Орєхово-Зуєва, Краснодара, Дніпропетровська. У 1933—1944 роках — актор Бакинського театру російської драми; з 1944 року — у трупі Сталінградського драматичного театру імені Максима Горького. Член ВКП(б) із 1950 року.
Помер у Волгограді 1 січня 1980 року.

## Ролі
Бакинський театр російської драми
- Костя-Капітан («Аристократи» Миколи Погодіна);
- Швандя («Любов Ярова» Костянтина Треньова);
- Сафонов («Руські люди» Костянтина Симонова);
- Протасов («Живий труп» Лева Толстого);
- Єгор Буличов («Єгор Буличов та інші» Максима Горького);
- Кутузов («Фельдмаршал Кутузов» Володимира Соловйова).

Сталінградський/Волгоградський драматичний театр імені Максима Горького
- Стессель («Порт Артур» Олександра Степанова і Івана Попова);
- Берсенєв («Розлом» Бориса Лавреньова);
- Климов («Совість» Юрія Чепуріна);
- Годинникар («Кремлівські куранти» Миколи Погодіна);
- Макферсон («Російське питання» Костянтина Симонова);
- Бубнов та Яків Маякін («На дні» та «Фома Гордєєв» Максима Голького);
- Чебутикін («Три сестри» Антона Чехова);
- Боков («Великі клопоти» Леоніда Ленча).

У 1966 році знявся у головній ролі у фільмі-спектаклі «Процес Річарда Ваверлі».

## Відзнаки, вшанування
- Заслужений артист Азербайджанської РСР;
- Сталінська премія ІІІ ступеня (1951; за виконання ролі директора заводу Сергія Васильовича Клімова у виставі «Совість» Юрія Чепуріна, поставленій на сцені Сталінградського драматичного театру імені Максима Горького);
- Заслужений артист РРФСР з 1956 року.
- Народний артист РРФСР з 1958 року.

1984 року у Волгограді, на будинку, де жив актор з 1956 по 1980 рік, відкрито меморіальну дошку.